# Писарівщина (Молодечненський район)
Писарівщина (біл. вёска Пісараўшчына) — село в складі Молодечненського району Мінської області, Білорусь. Село підпорядковане М'ясотській сільській раді, розташоване в західній частині області.

## Історія
З 1793 після другого розділу Речі Посполитої Писарівщина, як і вся Вілейщина, входила до складу Російської імперії, був утворений Вілейський повіт у складі спочатку Мінської губернії, а з 1843 - Віленської губернії.
У 1921–1945 роках село знаходилось у Польщі, у Вільнюськім воєводстві, Вілейського повіту, у гміні Красне.

## Населення
- 1866 рік — 73 людини, 8 будинків[2]
- 1921 рік — 122 людини, 19 будинків[3]
- 1931 рік — 130 людини, 24 будинків[4].